# Euro-CASE
Euro-CASE (the European Council of Academies of Applied Sciences, Technologies and Engineering) er en europæisk, almennyttig organisation for teknisk-videnskabelige akademier fra 21 lande i EU og EFTA. Euro-CASE blev stiftet i 1992 af blandt andre Akademiet for de Tekniske Videnskaber, der fortsat er medlem.
Euro-CASE arbejder med emner af fælles interesse for sine akademier og europæiske institutioner.
| Forening eller organisation | Spire Denne artikel om en forening eller organisation er en spire som bør udbygges. Du er velkommen til at hjælpe Wikipedia ved at udvide den. |